# Alberto Mario
Alberto Mario, né à Lendinara le 4 juin 1825, mort dans cette commune le 2 juin 1883, est un écrivain, journaliste et patriote italien.

## Biographie
Fils de propriétaires fonciers catholiques, Alberto Mario étudie les mathématiques et le droit à l'Université de Padoue.
Fédéraliste et néoguelfiste, il participe à la Première guerre d'indépendance italienne. Devenu mazzinien et installé à Gênes, il écrit dans des journaux républicains. Il est arrêté après la tentative de soulèvement mazzinien de la ville en 1857. À sa sortie de prison, il épouse en Grande-Bretagne la journaliste Jessie White Mario incarcérée avec lui.
Après un séjour aux États-Unis, il s'engage auprès de Garibaldi dans l'expédition des Mille.
Il s'installe à Florence et est élu député en 1861. Il démissionne en 1863 constatant la faiblesse de la gauche parlementaire. 
Il participe à la troisième guerre d'indépendance italienne, au sein du corps des volontaires italiens comme capitaine, chef d'état-major du commandant de la flottille du lac de Garde, le lieutenant-colonel Augusto Elia.
Il est partisan du libre-échange et à la propriété privée, croyant à l'élévation des classes ouvrières par l'éducation et les coopératives.